# 維索科伊島
56°42′S 027°12′W / 56.700°S 27.200°W

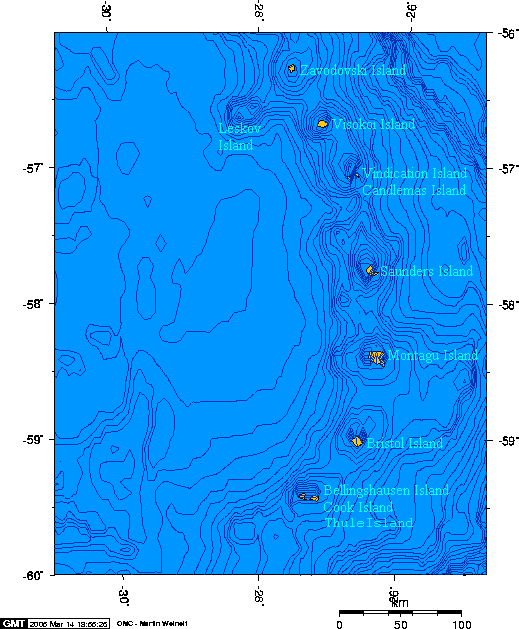

維索科伊島是大西洋的島嶼，屬於特拉韋賽群島的一部分，長7.2公里、寬4.8公里，面積35平方公里，海拔高度915米，該島在1819年被俄羅斯水手發現，島上無人居住。

## 外部連結
- Hodson Volcano （页面存档备份，存于）
- Irving Letters （页面存档备份，存于）